# 監獄実験 プリズンラボ (漫画)
『監獄実験 プリズンラボ』（かんごくじっけん プリズンラボ）は、水瀬チホによる日本の漫画。原作はE★エブリスタに投稿された貫徹の小説『監禁ゲーム』（双葉文庫版刊行時に同じく『監獄実験 プリズンラボ』と改題された）で、漫画もE★エブリスタで配信された。
なお、コミック版では一部登場人物の名前、性格などが原作小説とは異なる。

## 登場人物

### 主要人物
江山 藍都（えやま あいと）
声 - 武田航平
本作の主人公。3年前のあることが発端（コミックでは彩へのストーカーと思われている）で学校中の生徒に嫌われ壮絶ないじめを受け続けている。
そんなある日、奇妙な手紙、すなわち誰でも好きな相手を1か月間監禁できるというゲームの招待状を受け取る。彩への復讐のため彼女への拷問を決意し、ゲームに参加した。
いじめが始まる前は内気な自分に唯一声をかけてくれていた彩に好意を抱いており、いじめが始まった理由を知って以降は再び彼女に好意を抱くようになる。
小説版では拘束された彩へ初対面から指を折るなど拷問を楽しむ。
三崎 由乃（みさき よしの）
声 - 赤﨑千夏
藍都と同じく監禁ゲームの参加者。美人。危険な性格をしておりターゲットへの拷問を楽しむ。藍都のことを気に入っている。
監禁ゲーム開始2日目にパートナーを殺害してしまい失格となる。その後殺処分されることを知ったため逃亡を図るが失敗する。その際には主催者側の人間を躊躇なく殺害している。
12日目に逃亡を図ろうとするも、米澤を殺害した直後に田島に射殺される。
勝又 誠二（かつまた せいじ）
声 - 木内太郎
監禁ゲームの参加者の一人。数か月前娘の幸を何者かに暴行されており、復讐のための資金を得るために監禁ゲームに参加する。
ゲーム開始から8日目、情報聴取ゲームの中で娘の恩人である津上が幸の暴行犯の1人ではないかという疑惑を抱き、暴走。結果としてゲームを失格となる。その後、帰宅しようとしたところで情報聴取ゲームの敗者に課されるペナルティとして体の各所を狙撃され、絶命する。

### 監禁相手となるパートナー
桐島 彩（きりしま あや）
声 - 南早紀
藍都のパートナーの同級生の気の強い美少女でいじめの主犯。本作のヒロイン。
表向きは欠点のない人気者の優等生。小説版では男なら誰でも欲しがる容姿と言われた。
元々は優しい性格であったが、3年前に父親に借金返済のために売られ、性的暴行を受けたことがきっかけで、「強い人間にならなければいけない」と悟り、弱い人間の象徴だった藍都をいじめるようになった。
<小説版>
監禁初日から藍都に暴行され顔が腫れ上がり醜悪になり、両手指を失い、3日目から精神に異常をきたした。
<コミック版>
複数個所に痣が出来ており、上着も脱がされているものの、原作小説と比べてかなりマシな状況になっている。
12日目に藍都によって殺害されたと思われたが、気絶していただけだった。その後、ゲームが強制終了になったため、生存する。
戸宮 清（とみや きよし）
声 - 谷内健
由乃のパートナーであり、1人目の死亡者。
部下で不倫相手の由乃に仕事の不始末を押し付け退職させた恨みからパートナーに選ばれた。
原作小説では女性であり、清華（せいか）という名前だった。
倉科 エリカ（くらなし エリカ）
声 - 折井あゆみ
勝又のパートナー。美人で優しいお嬢様であり社長夫人。
夫からは愛人と一緒になるうえでの邪魔者としかみなされておらず、偶然出会った男性と不倫関係になる。しかしそれは夫の策略であり、それを知った矢先に監禁ゲームに参加させられる。
9日目に勝又が失格となったことで自由の身になるが、解放された直後、勝又を狙った狙撃に巻き込まれる形で殺されてしまう。

### その他
九字間（くじま）
監禁ゲームの主催者らしき謎の老人。組織の人間の中でも居場所を知る人物は限られている。
作中に登場する老人は既に亡くなった九字間の名を継いだだけの人物であり、黒幕は別にいることを原川に明かした直後、何者かによって殺害される。
原川 愛途（はらかわ あいと）
声 - 森嶋秀太
ゲームにおける藍都の担当。明るいがどこか抜けている。
過去に行われた監獄実験の被験者であり、その際に監禁相手の入瀬都を殺害している。
今回の監禁ゲームの考案者であり、九字間を経由してゲームを進行していた。
新村 渓（にいむら けい）
ゲームにおける由乃の担当。原川の親友であり、同時に彼が今回の監禁ゲームのルールの考案者であることにも気が付いていた。
以前原川が参加した実験において、後始末に参加した経験がある。
銃を持つと震えが止まらないらしく、射撃訓練でもろくに当てることができなかったらしい。
秋山 奈美（あきやま なみ）
中学時代からの彩の親友で藍都を憎悪している。小説版では過去に彩に救われてから彼女に依存している。
突如行方不明になった彩の行方を探るために、藍都のことを嗅ぎまわっていたところ、組織の人間に拉致される。
それ以降は、ゲーム会場において監禁されている。ゲームが終了したのち、解放される。

#### 長峰 透（ながみね とおる）
ゲームにおける勝又の担当で、主催者側唯一の女性。監禁ゲーム開始前はとある会社の受付をしていた。
由乃とは中学時代の同級生だった。
勝又が殺されるときに何もできなかった事を後悔しており、12日目には由乃の逃亡・奈美の奪還に協力している。
勝又 幸（かつまた さち）
勝又 誠二の娘。15歳。4か月前に公園のトイレで暴行を加えられ、それ以来入院している。
ゲーム開始から9日目、入院している病院の屋上から飛び降り、「自殺」する。
津上 奏太（つがみ そうた）
ハンサムで金持ちで高学歴と三拍子揃っている。幸の塾講師であり、彼女が公園で暴行されたところを発見し、救出した青年。
一方で、3年前に彩に性的暴行を加えた人物の1人であり、幸に暴行を加えた人物は3年前の共犯者たちである。
事件前から幸と仲が良く、特に小説版では深く後悔する。
入瀬 都（いりせ みやこ）
かつて行われた監獄実験の被験者であり、そのときに亡くなった少女。桐島彩の実姉でもある（母親が再婚したことで彩の苗字が変わっている）。
<小説版>
学校では人気者の優等生として通っていたが、家庭内では父と兄から身体的・性的虐待を受けていた。ストレス発散から密かに原川をいじめていたため恨まれ、監獄実験のパートナーに選ばれた。
<コミック版>
母親の再婚の際に九字間が運営する施設に1人で入所するが、母親についていった妹のことを常に心配していた。
その後、妹が虐待されていることを知るが、「これ以上子供を受け入れられない」という施設の方針を知り、同時に「（つい最近入所したばかりの）原川を自殺にでも追い込めば妹を受け入れることが出来るかも」という職員の言葉を信用して、原川へのいじめの黒幕になった。しかしながら、それらの情報はすべて嘘であり、すべては監獄実験を行うための作り話であった。

## 監禁ゲームのルール
監禁する側（監禁者）へのルール
- パートナーには基本的にはなにをしてもよい。ただし殺した場合罰金1千万。ゲームは即終了。
- 1か月の間に監禁オプションで払わせた分+1千万、賞金として得ることができる。
- 素性を知られてはならない。知られた場合監禁オプションで払わせた分+1千万円を払わなければならない。
- 名前当て直前の「3つの質問」には正確に答えなければならない。
- 少なくとも1日2時間は会場に、また、1日1時間は監禁室にいなければならない。
- 相手と接する際は、ボイスチェンジャーつきのマスクを着用することができる。
- 他の参加者と話すことができる。
- 別室からモニターでパートナーの状態を観察することができる。
- 裏オプションにより、パートナーの詳細を知ることができる。

監禁される側（パートナー）のルール
- 基本的には両手を後ろで拘束されており、部屋（6畳ほど）から出ることはできない。
- 監禁オプションで払った分だけ、ゲーム終了後に払わなければならない
- 「名前当て」に成功した場合、ゲームは終了し、監禁オプションで払った分+1千万円を受け取ることができる
- 監禁者がいない場合、監禁オプションを使うことができない
- 性行為を受けた場合、マイナス50,000円される。

『監禁オプション』
※以下のオプションは監禁者が施設内にいるときのみ使用可能
※完全開放以外は、監禁者は拒否することはできない（ただし妨害は可能）
- 水（150mlペットボトル）……1,000円 / 本
- 食事 …… 5,000円（1食分）
- 入浴 …… 5,000円（30分） タオル付き
- トイレ使用…… 1,000円 / 回（10分以内）
- 濡れタオル…… 1,000円 / 枚
- 拘束解除 …… 500,000円（10分間のみ）
- 完全開放 …… 1億円（監禁者の承諾が必要）
- 娯楽
  - 本・雑誌類 …… 1,000円 / 冊
  - 音楽 …… 1,000円（30分）
  - テレビ …… 3,000円 / 時
  - ネット通信 …… 3,000円 / 時（制限あり）

※『食事』は多少メニューあり。値段は全て統一。しかし食事が運ばれた際に拘束（枷）は外されない。また、監禁者が外部から持ち込むことは自由である。
※『娯楽』は全て同じタブレットを使用
※『ネット通信』では閲覧のみ可能。書き込み、コメント送信不可。
【拘束が外れる条件】
- 監禁オプションの『入浴』、『トイレ使用』の使用のときのみ外される。
- また、つける際の腕の位置（体の前か後ろか）は監禁者の自由
- 拘束を付け直す際、対象者が抵抗し監禁オプションの使用可能時間を過ぎた場合、対象者は失格となる。

## 書誌情報
- 貫徹（原作）・水瀬チホ（作画） 『監獄実験 プリズンラボ』 双葉社〈アクションコミックス〉、全10巻
  1. 2016年2月27日発売、ISBN 978-4-575-84765-9
  2. 2016年7月20日発売、ISBN 978-4-575-84827-4
  3. 2016年12月28日発売、ISBN 978-4-575-84908-0
  4. 2017年5月19日発売、ISBN 978-4-575-84978-3
  5. 2017年10月20日発売、ISBN 978-4-575-85050-5
  6. 2018年2月20日発売、ISBN 978-4-575-85108-3
  7. 2018年6月28日発売、ISBN 978-4-575-85178-6
  8. 2018年12月12日発売、ISBN 978-4-575-85244-8
  9. 2019年5月11日発売、ISBN 978-4-575-85310-0
  10. 2019年9月28日発売、ISBN 978-4-575-85357-5

## Webアニメ
2018年12月28日より、動画配信アプリ「アニメビーンズ」にて配信開始。
スタッフ
- 原作：「監獄実験-プリズンラボ-（水瀬チホ / 貫徹）
- 製作：アニメビーンズ
- 制作：Acca effe、戯画プロダクション